# Ninurta-nadin-szumi
Ninurta-nadin-szumi (akad. Ninurta-nādin-šumi) – trzeci król Babilonii z II dynastii z Isin; panował w latach 1132-1127 p.n.e. Zastąpił na tronie Itti-Marduk-balatu, nie wiadomo jednak jakie więzy rodzinne łączyły obu tych władców. Jego następcą został Nabuchodonozor I. Według jednej z asyryjskich kronik Ninurta-nadin-szumi współczesny był władcy asyryjskiemu Aszur-resza-iszi I (1132-1115 p.n.e.) i wielokrotnie naruszał granicę między obu państwami czyniąc rajdy na terytorium Asyrii, w jednym przypadku docierając aż pod miasto. Arbela.